# Cá hang mù Mexico
Astyanax mexicanus hay cá hang động mù là một loài cá nước ngọt thuộc họ Characidae, bộ Characiformes. Đây là loài bản địa của khu vực sinh thái Tân Bắc Cực, bắt nguồn từ vùng hạ lưu sông Rio Grande, sông Nueces, sông Pecos thuộc Texas, Hoa Kỳ và những vùng trung và đông México.
Cơ thể cá Astyanax mexicanus có thể đạt chiều dài tối đa là 12 cm, mang nét đặc trưng của họ Characidae với màu sắc không có gì nổi bật. Tuy nhiên, những cá thể Astyanax mexicanus sống trong các hang động tối có hình thái hết sức đặc biệt: không có mắt và bị bạch tạng; toàn cơ thể cá khi đó chỉ là một màu trắng hồng bao phủ.
Loài Astyanax mexicanus sống tại vùng khí hậu cận nhiệt đới, ưa thích môi trường nước có độ pH 6.0-7.8, độ cứng của nước tối đa là 30 dGH và nhiệt độ từ 20 đến 25 °C. Vào mùa đông, cá sẽ di cư đến vùng nước ấm hơn. Thức ăn của loài Astyanax mexicanus thông thường là các động vật giáp xác, côn trùng, và giun đốt; trong môi trường nuôi nhốt, cá này là động vật ăn tạp.
Về mặt phân loại, có quan điểm xem Astyanax mexicanus là một phân loài của Astyanax fasciatus nhưng điều này không được học giới chấp nhận rộng rãi.

## Thể hang động mù

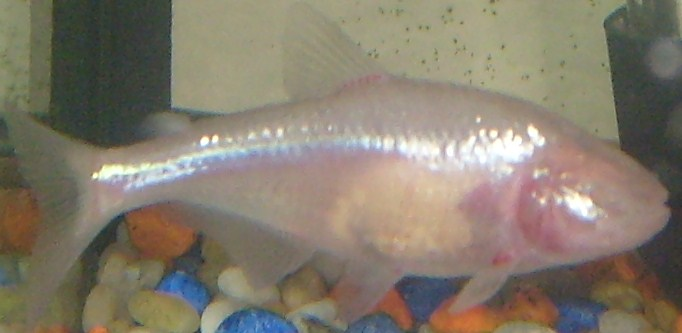
Astyanax mexicanus ở thể "cá hang động mù"

Astyanax mexicanus nổi tiếng với hình thái "cá hang động mù". Có khoảng ba mươi quần thể Astyanax mexicanus sống trong các hang động sâu và đã đánh mất thị lực (thậm chí mắt cũng tiêu biến đi). Tuy vậy, những con cá này vẫn có khả năng tìm đường nhờ vào tính nhạy cảm với sự thay đổi áp suất nước của các đường bên trên thân cá.
Các cá thể với cả hai hình thái "có mắt" và "không có mắt" đều thuộc cùng một loài là A. mexicanus; chúng có mối quan hệ gần gũi và có thể lai giống với nhau. Chú ý rằng loài Astyanax jordani cũng là một loài "cá hang động mù" và thỉnh thoảng bị nhầm với A. mexicanus, nhưng đây là một loài mới tiến hoá từ thể có mắt sống gần mặt nước của loài A. mexicanus.
Khi sinh ra, cá A. mexicanus sống nơi hang động vẫn có mắt. Tuy nhiên khi chúng lớn lên, da cá phát triển bao lấy cặp mắt và khiến mắt thoái hoá hoàn toàn bởi chúng không cần thiết phải dùng đến thị giác trong môi trường hang động tối đen.